# Sobennikoffia
Sobennikoffia,  es un género de orquídeas. Es originario de Madagascar.

## Taxonomía
El género fue descrito por Rudolf Schlechter y publicado en Beihefte zum Botanischen Centralblatt 33: 361. 1925.

## Especies deSobennikoffia
- Sobennikoffia fournieriana (Kraenzl.) Schltr.
- Sobennikoffia humbertiana H.Perrier
- Sobennikoffia poissoniana H.Perrier
- Sobennikoffia robusta (Schltr.) Schltr.